# Ixalotettix
Ixalotettix is een geslacht van rechtvleugeligen uit de familie veldsprinkhanen (Acrididae). De wetenschappelijke naam van dit geslacht is voor het eerst geldig gepubliceerd in 1979 door Amédégnato & Descamps.

## Soorten
Het geslacht Ixalotettix omvat de volgende soorten:
- Ixalotettix chapadae Amédégnato & Descamps, 1979
- Ixalotettix compactus Amédégnato & Descamps, 1979